# Библиотека Музеја савремене уметности у Београду
Библиотека Музеја савремене уметности у Београду је музејска библиотека у склопу Одељења уметничке документације Музеја савремене уметности.

## Историјат Музеја
Музеј савремене уметности у Београду основан је 1965. године као први Музеј савремене уметности на тлу Југославије. Потреба за једном таквом установом јавила се још почетком 20. века, да би поново постала актуелна по завршетку Другог светског рата. Прва саветовања почињу после 1950, да би циљ био остварен тек 1958, када је актом Савета за културу Народног одбора града Београда донета одлука о његовом оснивању под називом Модерна галерија. Установа започиње с припремним радом 1959. године у привременим просторијама, у поткровљу на Обилићевом венцу, бр. 5. Извршно веће СР Србије одлучује да прихвати предлог Организационог одбора и за потребе будућег музеја сазида зграду која би задовољила модерне музеолошке принципе. На расписаном конкурсу прихваћен је пројект архитеката Ивана Антића и Иванке Распоповић, за који ће им касније, на дан отварања Музеја, бити додељена Октобарска награда града Београда за архитектуру. Током изградње зграде (1960—1965), врше се обимне припреме за будућу поставку, програмирају се дугорочни задаци Музеја и изграђује његова организација. У јесен 1965. године, зграда је била довршена, а сама установа променила је назив у Музеј савремене уметности. Коначно, на годишњицу ослобођења Београда, 20. октобра Музеј је званично и отворен.
Концепт Музеја, који ће се бавити савременим трендовима у уметности, представљао је прекретницу у друштву тога времена. Први директор и оснивач Музеја савремене уметности Миодраг Б. Протић, уметник и аутор бројних књига и текстова из области југословенске уметности, визију првог музеја савремене уметности прилагодио је контексту тадашњих културних и друштвених прилика. У постављању основа рада нове институције узета су у обзир теоријска и практична искуства најугледнијих музеја модерне и савремене уметности у свету . У монографији Музеја, издатој поводом отварања, објашњавајући начела поставке и имајући у виду релативистичка расположења, која су пре свега последица узастопног распадања прагматичарски хипостазираних “апсолутних” истина и вредности - М. Б. Протић је истакао нарочито улогу Музеја у стварању и подизању уметничког критеријума. Аутор наводи како Музеј, односно Београд, постаје средиште националног, а постепено и једно од средишта међународног уметничког живота. Први пут могуће је на једном месту добити утисак о томе шта је у XX веку створено у области ликовних уметности на српским и југословенским географским и духовним координатама .
Током 50 година свог постојања Музеј савремене уметности, руководећи се основним принципима и циљевима, развио се у водећу институцију модерне и савремене уметности на просторима бивше Југославије и Србије. Његове уметничке збирке данас чине најрепрезентативнију колекцију југословенске и српске уметности 20. века, која уз документацију и архиву за овај период (Одељење за уметничку документацију), пружа могућност за свеобухватно сагледавање уметничког наслеђа у периоду од 1900-2012. Данас фонд броји око 8000 уметничких дела и представља најрепрезентативнију колекцију са југословенског уметничког простора из периода њеног постојања (1900—2012). Музеј савремене уметности своју политику попуњавања збирки подједнако заснива на праћењу савремене уметности у Србији, региона Балкана, и, у оној мери у којој је то могуће, Европе и света. Колекција Музеја подељена је у неколико збирки:
- Збирка сликарства од 1900. до 1945. године
- Збирка сликарства после 1945. године
- Збирка скулптуре
- Збирка графике и цртежа
- Збирка нових медија (фотографија, филм, видео итд.)

До данас Музеј је организовао велики број изложби у згради МСУ, Салону МСУ, Галерији-легату Милица Зорић|Милице Зорић и Родољуба Чолаковића, Галерији Петра Добровића, као и у другим излагачким просторима у земљи и иностранству. Своју излагачку политику засновао је на представљању најзначајнијих уметника (ретроспективне и самосталне изложбе), раздобља, покрета и тенденција југословенске, српске (нпр. циклус „Југословенска уметност 20. века“) и стране уметности 20. века. 
Прилагођавајући се савременим музеолошким принципима заштите културног наслеђа и политикама излагања, данас Музеј савремене уметности представља динамичну институцију која обимом и разноврсношћу својих програма, истраживачким и педагошким радом (Центар за визуелну културу, Наставнички, Дечији и Омладински клуб), интензивном међународном сарадњом и отвореношћу за различите облике културних активности и сарадње, представља важан чинилац уметничког и културног живота Београда и Србије који, као такав, игра и значајну улогу у процесима културног преображаја српског друштва у периоду транзиције и процеса евроатланских интеграција.

## Библиотека Музеја савремене уметности
Упоредо са оснивањем збирки формирало се и Одељење уметничке документације у чијем се саставу налазила музејска библиотека. Од почетка организовања Модерне галерије, будућег Музеја, непходно је било обезбедити базу за изучавање модерне и савремене уметности, тако да је сакупљање збирки пратило сакупљање литературе и друге грађе из историјског и текућег периода развоја југословенске и светске уметности. Циљ је био да се створи документаристички архив који ће чувати уметничке документе, књиге, каталоге и новинске исечке о модерној и савременој уметности са простора Југославије као целовите земље. Проширење делатности Музеја може се пратити још од периода Модерне галерије када је, фебруара месеца 1960, инвентарисана прва књига. Од марта месеца исте године редовно стижу критике и други текстови о савременој уметности објављени у дневној штампи. Набављају се часописи и прикупљају каталози изложби одржаних у земљи и иностранству. 
Према систематизацији радних места у Музеју савремене уметности званично постоји један кустос-библиотекар. После одласка прве библиотекарке Олге Чакић, која је почела да ради 1962. године, а пензионисана крајем осамдесетих година XX века, у библиотеци се смењивао велики број кустоса-библиотекара. Често је посао библиотекара био маргинализован пред примарним занимањем - кустоса. Као законска обавеза уведено је полагање стручног испита у библиотечкој делатности, што се у претходним годинама није поштовало. Последњих година посвећена је већа пажња библиотеци, тако да ће се неки пропусти надокнадити у будућности. 
У Одељењу тренутно ради петоро људи: шеф Одељења, један кустос-библиотекар који имају положен стручни испит за библиотекара и троје документариста-књижничара. Чланови Одељења у активни у струковним удружењима: Музејско друштво Србије, Библиотекарско друштво Србије, ICOM, ICA и др. 
Библиотека Музеја спада у групу специјалних библиотека. Данас је веома тешко дефинисти појам специјалне библиотеке. Није увек јасно шта се подразумева под називом специјалних библиотека, углавном је реч о библиотеци нарочите врсте, која се по неким критеријумима разликује од библиотеке општег типа. Кад бисмо упоредили једну специјалну библитеку са неком другом библиотеком, видели бисмо, да нема велике разлике у пословању ових типова библиотека. Тако да је дефинисање специјалних библиотека скоро немогуће, зависно од тога којој институцији припада, ако није универзитеска, јавна или школска онда је специјална
Запослени у библиотеци су укључени у сваку музејску изложбу. Раде на писању биографија и библиографија уметника, проверавању и допуњавању уметничких досијеа, праћењу штампе, разврставању и сортирању докумената... Прикупљање, куповина, размена књига, каталога и другог материјала била је основна делатност библиотеке МСУБ-а. Данас Одељење прикупља, обрађује, каталогизира и чува књиге, изложбене каталоге, стручну периодику, хемеротеку (чланке из дневне штампе, недељника и месечника), архивску грађу и фотодокументацију из области визуелних уметности, а нарочито модерне и савремене иностране, југословенске и српске уметности . Одељење поседује најпотпунију документацију у региону о уметницима и уметности, која је неопходна за реализовање изложби, каталога и програма Музеја. Оно представља важан истраживачко-документациони центар за проучавање уметности 20. и 21. века.

## Фонд
Библиотечки фонд формирао се постепено од оснивања Музеја савремене уметности када се јавила потреба за образовањем стручне специјализоване библиотеке чији би основни здатак био прикупљање књига из области ликовних уметности, стручних часописа и каталога, њихово евидентирање, обрада и коришћење. Поред скромних средстава Музеја, издвајаних током година за набавку књига, библиотека је успела да комплетира сва објављена југословенска издања која се односе на ликовну уметност, филозофију, естетику, архитектуру, уметничку фотографију и дизајн. Што се тиче иностране литературе, набављана су значајнија дела из периода од 1900. године до данас која је било могуће добити у нашим књижарама, на сајмовима књига или директном поруџбином преко издавачких кућа. 
Данас, Фонд библиотеке садржи око 6000 наслова књига домаћих и страних аутора из области историје и теорије савремене уметности, филозофије, естетике, архитектуре, дизајна, филма. Књиге су сложене топографски, по величини. Чувају се у дрвеним орманима под кључем. То нису идеални услови за чување, али се улажу напори да ће након повратка у матичну зграду они бити бољи и да ће се књиге чувати у металним орманима. Већи део фонда чине изложбени каталози - око 26000. Изложбени каталози су сложени по предмету и обележавају се словима абецеде од А до З. Обрада изложбених каталога је специфична, јер је акценат на уметнику, а не аутору текста, и тако су и сложени.

### Часописи
Библиографска јединица|Библиографске јединице представљају главне носиоце знања и информација о музејским предметима, збиркама, изложбама и музејском раду из садржајног подручија које музеј својом делатношћу покрива. У фонду МСУ веома су важна издања са почетка века. Посебна пажња посвећивана је антикварној набавци југословенских часописа који су излазили почетком 20. века или касније, а чији прилози знатно олакшавају студијски рад на проучавању ликовног живота тога времена: Бранково коло (1894—1914), Стражилово (1885—1894), Јавор (1889—1893), Revue Yougoslave (1919—1920), Дело (1894—1910), Летопис Матице српске (1874—1975), Младост (1898), Српски књижевни гласник (1900—1940), Вијенац (1894—1927) и др. Набављени су и значајни авангардни часописи који данас представљају библиографске раритете. Библиотека МСУ има следећа издања ових часописа: Надреализам данас и овде (1931. бр. 1; 1932. бр. 2/3), Путеви (1922. бр. 1,2; 1924. бр. 3/5), Немогуће (1930, мај), Сведочанство (1924. бр. 1/4; 1925. бр.5/8), Дада Танк (1922, јануар), Дада Јок (1922, јануар), Зенит (1/43, недостају бр. 25, 35 и 40), Сведочанства, Вечност (1926. бр. 1,3/5), Покрет (1924. јул/август, бр. 23/24) и други. Овакви часописи попут Зенита представљају важне почетке савремене мисли где су супротстављена традиционална схватања надмоћи западног културног канона уз остварену сарадњу са водећим представницима авангардних кругова у свету.

### Хемеротека
Веома важан и специфичан сегмент библиотеке представља хемеротека (око 200.000 исечака) која се скупља још од оснивања Музеја (1965 год.). Кроз хемеротеку може се пратити хроника уметничког живота од почетка 20. века до данас. Она представља исечке из новина који су распоређени у фасцикле предметно (изложбе, међународне и домаће манифестације, уметничке групе, колоније, догађаји) или по ауторима (уметницима). Овај сегмент библиотеке представља специфичне докуменате који помажу истраживачима и кустосима у току прављења изложбе и истраживања теме које обрађују. МСУ прикупља сав прес из домаће штампе који се односи на савремену и модерну уметност у Србији и шире. Хемеротека се чувам у металним орманима под кључем и далеко од светлости, што би требало да буду добри услови за чување.

### Попуњавање фонда
Размена изложбених каталога међу специјалним музејским библиотекама Србије као и региона и шире важан је чинилац проширења библиотечког фонда. Размена се врши само са институцијама које обрађују сличан библиотечки материјал (савремену и модерну историју и теорију уметности, као и све друге теме које прате савремене токове), а то је важно поштовати да не би долазило до нагомилавања литературе, јер је простор за рад и смештај фонда данас највећи проблем библиотека. Углавном се публикације се размењују са: Народним музејем у Београду, Музејем примењене уметности, Музејем града Београда, као и београдским галеријама, Народним музејима у Краљеву и Чачку, Спомен-збирком Павла Бељанског у Новом Саду, Галерија ликовне уметности поклон збирка Рајка Мамузића, Музеје Војводина и МСУВ из Новог Сада. Затим са Музејем сувремене уметности, Модерном галеријом, Музејем наивне уметности из Загреба, идр.

### Чување фонда
Према Павилнику о ближим условима за чување библиотечке грађе, просторија у којој се чувају књиге, каталози и часописи, мора бити заштићена од пожара, влаге, физичких, биолошких, хемијских и других узрочника који могу довести до оштећења или уништавања фонда. Каталози се чувају на металним полицама, у сувој просторији са правилним осветљењем. Јака светлост је један од највећих узрочника оштећења грађе. То је нарочито видно у исечцима из штампе где боја папира жути, а текст бледи и временом се губи. Превентивне мере су предузете код старије грађе која се скенира и преводи у дигитални облик и на тај начин заштићује од прекомерног излагања светлости, претеране употребе и хабања. Књиге се чувају у дрвеним орманима под кључем. Библиотечка грађа би требало да се чува на устаљеној температури од 16-20◦Ц, а влажност не би требало да буде већа од 60%, али временом услови нису били идеални, мењали су се и прилагођавали различитим околностима. Простора за смештај грађе је све мање, али се надамо да ће се реконструкцијом Музеја услови побољшати

## Корисници библиотеке
Библиотеку користе професори, студенти, колеге, истраживачи и теоретичари који прате развој савремене уметности. Чести посетиоци су и страни истраживачи и кустоси који се баве темема из српске савремене уметности. Књиге се не износе из библиотеке већ се истраживања раде у предвиђеном простору читаонице. Запослени у библиотеци су често активни консултанти у проналажењу потребне литературе корисницима. Стварањем електронског каталога омогућиће се бржи проналазак и претаживање текстова. Један део простора библиотеке се користи као читаоница где се налази сто са 2 места за посетиоце, који уједно служи и за рад запослених.

## Циљеви
Дигитализација и реорганизација смештаја библиотечког фонда планиран је по повратку у реконструисан Музеј. Организовање библиотеке и документације пратиће савремене библиотечке стандарде. Планирано је да Одељење уметничке документације постане важан истраживачко-документациони центар за савремену уметност у Србији и шире. Циљ је учинити да истраживање буде што брже и лакше, да се пружи што већи број информација које треба да буду лако приступачне и свима доступне, да се ради на чувању, проширивању и презентовању фонда. Савремени библиотекар треба да развија нове библиотечке приступе којим ће се библиотека превести из традиционалних оквира у савремен амбијент.